# Јадранска кошаркашка асоцијација
Јадранска кошаркашка асоцијација (енгл. Adriatic Basketball Association; позната и као АБА лига, јтд, енгл. ABA League JTD) је хрватска компанија са седиштем у Загребу. Компанија води и управља трима регионалним кошаркашким такмичењима: АБА лига, Друга АБА лига и Суперкуп АБА лиге.

## Оснивачи
- KK Будућност, Црна Гора
- KK Цедевита, Хрватска
- KK Цибона, Хрватска
- KK Црвена звезда, Србија
- KK Игокеа, Босна и Херцеговина
- KK Крка, Словенија
- KK Mega Бемакс, Србија
- KK Металац, Србија
- KK МЗТ Скопје, Северна Македонија
- KK Олимпија, Словенија
- KK Партизан, Србија
- KK Задар, Хрватска